# Triple Play
Triple Play è un film per la televisione del 2004 diretto da John Tracy.